# Ньйока
Ньйо́ка (англ. Nyoka) — вища традиційна громада у складі дистрикту Мчинджі Центрального регіону Малаві.
Населення — 41416 осіб (2018).